# قزل‌آلای آسیایی
قزل‌آلای آسیایی (نام علمی: Brachymystax) نام یک سرده از زیرخانواده ماهی آزاد است.